# Jesús Serrano
Jesús Serrano Lara (* 3. Juli 1978 in Tomelloso) ist ein spanischer Trapschütze.

## Karriere
Serrano nahm 2008 und 2012 an den olympischen Trapwettbewerben teil. 2012 erreichte er das Finale und wurde Fünfter. Er nahm auch an diversen Welt- und Europameisterschaften teil.

## Erfolge

### Olympische Spiele
- Peking 2008: 10. Trap
- London 2012: 5. Trap

### Weltmeisterschaften
3 Mal in den Top 10 bei Weltmeisterschaften

### Europameisterschaften
1 Mal in den Top 10 bei Europameisterschaften

### Europaspiele
- Baku 2015: 5. Trap

### Weltcup
2 Siege im Weltcup